# Axel Löwen
Axel Löwen, född 1 november 1686, död 25 juli 1772 i Stralsund, var en svensk greve, serafimerriddare, kommendör av Svärdsorden, fortifikationsofficer och riksråd.

## Biografi
Han var volontär vid fortifikationen 1702, vann sin huvudsakliga militära utbildning i utlandet och blev 1712 svensk generalkvartermästarlöjtnant i de tyska provinserna, utmärkte sig samma år vid försvaret av Stade, men blev under detsamma tillfångatagen av danskarna. 1713 lyckades han undkomma och smög sig nattetid genom de sachsiska posteringarna fram till Stralsund (juli 1713). År 1714 satte han Wismar i defension, deltog 1715 i Stralsunds försvar och befäste Kudön, invid nämnda stad. Han utnämndes samma år till överste och generalkvartermästare. År 1716 deltog han i fälttåget i Norge och föll vid Norderhovs prästgård i Ringerike ännu en gång i dansk fångenskap, enligt traditionen genom ett rådigt ingripande av prästfrun Anna Colbjørnsdatter.
Utväxlad 1719, blev han samma år generalmajor och direktör för fortifikationen och gjorde som sådan plan till åtskilliga befästningar, bland annat vid Oxdjupet. 1731 blev han friherre. Hans andra giftermål  (1735), med en dotter till Arvid Horn, ansågs allmänt vara bidragande orsak till hans vidare framgångar. Han utnämndes 1737 till befälhavande general i Finland och föreslog i denna egenskap i sekreta utskottet vid 1738–1739 års riksdag iståndsättande av de påbörjade, föga lämpliga fästningsverken vid Villmanstrand och Fredrikshamn, men var också den förste, som väckte tanken på anläggandet av en befäst hamn vid Helsingfors. Vid samma riksdag användes han av hattpartiet till att övertala sin svärfar Horn att inlämna ansökan om avsked från kanslipresidentsbefattningen.
För sin medverkan lär han ha fått löfte om en plats i rådet, vilken han också erhöll vid de nya rådsutnämningarna 1739, då han lämnade chefskapet över fortifikationen. 1743 sändes han jämte riksrådet Eric Wrangel att avfordra Adolf Fredrik hans tronföljarförsäkran samt beledsaga honom till Sverige. Löwen ansågs vara en slug och fin man. Ehuru vald av hattpartiet, intog han i rådet en ganska självständig hållning och röstade ofta mot partiet. Delvis för att avlägsna honom ur regeringen gjorde rådet honom 1748 efter Meijerfeldts avgång till generalguvernör över Pommern. Han kvarstod i detta ämbete samt som kansler över Greifswalds universitet till 1766. Sedan 1746 var han ledamot av Kungliga Vetenskapsakademien och 1751 greve. Hans dotter Eva Löwens sonson var den franske teaterförfattaren Adolphe de Leuven. Vid sidan av sina övriga sysslor var han verksam som amatörkonstnär och finns representerad vid bland annat Nationalmuseum i Stockholm.

### Familj
Löwen gifte sig första gången 4 juli 1723 med grevinnan Sofia Carolina Piper (1707–1732), dotter av överstemarskalken Carl Piper och Christina Törnflycht. De fick tillsammans barnen Christina Helena Löwen (1724–1764) som var gift med schoutbynachten Edvard Fredrik Taube, Fredrik Vilhelm Löwen (1726–1729), Carl Fredrik Löwen (död 1727), Sofia Löwen (1727–1760) som var gift med löjtnanten Sten Gabriel Sture, landshövdingen Axel Löwen (1729–1802) i Kristianstads län, kaptenen Carl Gabriel Löwen (1730–1754) och generalmajoren Otto Vilhelm Löwen (1731–1796).
Löwen gifte sig andra gången 17 augusti 1735 i Stockholm med grevinnan Eva Horn af Ekebyholm (1716–1790), dotter av kanslipresidenten Arvid Bernhard Horn af Kanckas och grevinnan Margareta Gyllenstierna af Fogelvik. De fick tillsammans barnen studenten Arvid Nils Löwen (1740–1811), Ulrika Margareta Löwen (född 1741), Eva Löwen (1743–1813) som var gift med riksrådet Fredrik Ribbing af Koberg och kammarherren Gustaf Maclean och Adolf Löwen (född 1749).